# فريق الخليج العربي للرجبي
كان فريق الخليج العربي للرجبي فريقًا مشتركًا من اللاعبين يمثل دول مجلس التعاون الخليجي في المسابقات الدولية للرجبي. تنافس الفريق في مباريات دولية بين عامي 1993 و2010، وكان تحت إشراف اتحاد الخليج العربي للرجبي (AGRFU). وكانت الدول الأعضاء الممثلة هي مصر ولبنان والأردن.
شاركت منطقة الخليج العربي في أعلى فئة من بطولة الأمم الآسيوية الخمس الأولى لعام 2008 إلى جانب كوريا واليابان وهونغ كونغ وكازاخستان. بعد أن خسر الفريق جميع مبارياته الأربع واحتل المركز الأخير، هبط إلى الدرجة الأولى في بطولة 2009. لكن الفريق حقق الفوز في الدرجة الأولى عام 2009، مما ضمن له التأهل إلى بطولة الأمم الآسيوية الخمس لعام 2010.
ومع ذلك، في 16 تشرين الثاني 2009، أعلن المجلس الدولي للرجبي، الهيئة الحاكمة الدولية للرياضة، أن اتحاد الرجبي العربي والفريق الخليجي المشترك سيفصلان إلى كيانين وطنيين منفصلين، وسيتوقفان عن الوجود بحلول نهاية عام 2010. كان أول اتحاد جديد يتم تشكيله هو اتحاد الإمارات العربية المتحدة، الذي أصبح عضوًا كامل العضوية في المجلس الدولي للرجبي في نوفمبر 2012.
كانت البطولة الأخيرة التي شارك فيها الفريق قبل الانفصال هي بطولة الأمم الآسيوية الخمس لعام 2010، التي كانت بمثابة المرحلة النهائية من التصفيات الآسيوية لكأس العالم للرجبي 2011. حقق منتخب الخليج العربي الفوز في اثنتين من مبارياته الأربع، بما في ذلك الفوز بنتيجة 21-19 في مباراته الأخيرة في تاريخه في بطولة السبعات في دبي ضد كوريا.

## سجل كأس العالم
- 1987 - غير مدعو
- 1991 - لم يتأهل.
- 1995 - لم يتأهل.
- 1999 - لم يتأهل.
- 2003 - لم يتأهل.
- 2007 - لم يتأهل. (انظر تصفيات كأس العالم للرجبي 2007 – آسيا )
- 2011 - لم يتأهل. (انظر تصفيات كأس العالم للرجبي 2011 – آسيا )

لم يشارك الفريق في تصفيات بطولة 2015 نظرًا لانقسامه بحلول ذلك الوقت.

## الرجبي للسيدات
على الرغم من أن نساء الخليج العربي لم يلعبن أبداً مباريات تجريبية للرجبي، إلا أنهن كن من أكثر فرق الرجبي السباعية نشاطاً على المستوى الدولي في ذلك الوقت. شاركن في أول بطولة نسائية على الإطلاق في عام 1997، ولعبن أكثر من 70 مباراة دولية بين عامي 1997 و2010.

## فرق الخلف
خاض منتخبا الأردن ولبنان، العضوان السابقان في اتحاد الرجبي الأردني، مباراتهما الأولى يوم 14 أيار 2010.
انضم اتحاد الإمارات العربية المتحدة للرجبي، بالإضافة إلى اتحادات لبنان والأردن وقطر والمملكة العربية السعودية، لاحقًا إلى اتحاد آسيا للرجبي.